# Dinia merra
Dinia merra là một loài bướm đêm thuộc phân họ Arctiinae, họ Erebidae.